# Romario Rösch
Romario Rösch (Ulm, 1 juli 1999) is een Duits voetballer die als middenvelder voor 1. FSV Mainz 05 II speelt.

## Carrière
Romario Rösch speelde in de jeugd van SSV Ulm 1846 en FC Augsburg. Op 12 mei 2018 zat hij voor het eerst bij de eerste selectie van FC Augsburg, tijdens de met 2-0 verloren uitwedstrijd tegen SC Freiburg. In het seizoen erna zat hij wederom eenmaal bij de selectie, in de met 8-1 verloren uitwedstrijd tegen VfL Wolfsburg, maar debuteerde nog niet voor Augsburg. Wel kwam hij in actie voor het tweede elftal, waarmee hij in de Regionalliga Bayern speelde. In het seizoen 2019/20 wordt hij aan Roda JC Kerkrade verhuurd. Hij debuteerde voor Roda op 23 augustus 2019, in de met 1-2 verloren thuiswedstrijd tegen N.E.C. Hij scoorde tweemaal voor Roda, in beide wedstrijden tegen Jong FC Utrecht. Na zijn huurperiode keerde hij terug naar Augsburg, waar hij in oktober 2020 transfervrij vertrok om bij het tweede elftal van 1. FSV Mainz 05 te spelen.

### Statistieken

#### Beloften
| Seizoen                       | Club               | Land            | Competitie          | Competitie | Competitie | Overig | Overig | Totaal | Totaal |
| Seizoen                       | Club               | Land            | Competitie          | Wed.       | Dlp.       | Wed.   | Dlp.   | Wed.   | Dlp.   |
| ----------------------------- | ------------------ | --------------- | ------------------- | ---------- | ---------- | ------ | ------ | ------ | ------ |
| 2018/19                       | FC Augsburg II     | Duitsland       | Regionalliga Bayern | 26         | 3          | –      | –      | 26     | 3      |
| 2019/20                       | FC Augsburg II     | Duitsland       | Regionalliga Bayern | 2          | 0          | –      | –      | 2      | 0      |
| 2020/21                       | FC Augsburg II     | Duitsland       | Regionalliga Bayern | 2          | 0          | –      | –      | 2      | 0      |
| 2020/21                       | 1. FSV Mainz 05 II | Duitsland       | Regionalliga Südw.  | 4          | 0          | –      | –      | 4      | 0      |
| Totaal beloften               | Totaal beloften    | Totaal beloften | Totaal beloften     | 34         | 3          | 0      | 0      | 34     | 3      |
| Bijgewerkt op 1 december 2020 |                    |                 |                     |            |            |        |        |        |        |

#### Senioren
| Seizoen                       | Club               | Land            | Competitie      | Competitie | Competitie | Beker | Beker | Totaal | Totaal |
| Seizoen                       | Club               | Land            | Competitie      | Wed.       | Dlp.       | Wed.  | Dlp.  | Wed.   | Dlp.   |
| ----------------------------- | ------------------ | --------------- | --------------- | ---------- | ---------- | ----- | ----- | ------ | ------ |
| 2017/18                       | FC Augsburg        | Duitsland       | Bundesliga      | 0          | 0          | 0     | 0     | 0      | 0      |
| 2018/19                       | FC Augsburg        | Duitsland       | Bundesliga      | 0          | 0          | 0     | 0     | 0      | 0      |
| 2019/20                       | → Roda JC Kerkrade | Nederland       | Eerste divisie  | 26         | 2          | 2     | 0     | 28     | 2      |
| Totaal senioren               | Totaal senioren    | Totaal senioren | Totaal senioren | 26         | 2          | 2     | 0     | 28     | 2      |
| Carrièretotaal                | Carrièretotaal     | Carrièretotaal  | Carrièretotaal  | 60         | 5          | 2     | 0     | 62     | 5      |
| Bijgewerkt op 1 december 2020 |                    |                 |                 |            |            |       |       |        |        |